# Kalasma
Kalasma era un petit principat situat a la zona fronterera entre els hitites i Mitanni que es va formar potser cap a inicis del segle XVI aC.
Va caure sota influència de Mitanni fins que a finals del segle xv aC l'Imperi Hitita la va sotmetre. El rei Tushratta de Mitanni, cap a l'any 1360 aC hi va afavorir una revolta. Subiluliuma I, que probablement encara només era príncep hereu hitita, quan anava a combatre contra la ciutat hurrita d'Isuwa, va sotmetre aquest principat i altres territoris i ciutats dels voltants.